# Подгорная (Иркутская область)
Подго́рная — деревня в Зиминском районе Иркутской области России. Входит в состав Ухтуйского муниципального образования.

## География
Находится примерно в 10 км к северу от районного центра.

## Население
| 2002 | 2010 | 2011 | 2012 |
| ---- | ---- | ---- | ---- |
| 6    | ↗7   | →7   | ↘6   |

По данным Всероссийской переписи, в 2010 году в деревне проживало 7 человек (4 мужчины и 3 женщины).